# Натье, Жан-Батист
Жан-Батист Натье (фр. Jean-Baptiste Nattier; 27 сентября 1678, Париж — 23 мая 1726, Париж) — живописец академического направления. Старший брат более известного портретиста Жана-Марка Натье.

## Биография
Жан-Батист происходил из семьи художников. Его отец — живописец Марк Натье (1642—1705), мать Мари Куртуа (1655—1703) — живописец миниатюр. Оба сына получили первые уроки рисунка и живописи в семье.
В 1704—1709 годах Жан-Батист по протекции отца-художника учился во Французской академии в Риме и 29 октября 1712 года был принят в члены Королевской академии живописи и скульптуры за картину «Иосиф и жена Потифара».
Жизнь и карьера Жан-Батиста были преждевременно загублены из-за того, что он оказался вовлечён в сексуальные скандалы вокруг Бенжамена Дешоффура, который был осуждён за организацию педерастической сети и казнён. Натье был заключен в Бастилию, а его членство в Академии было аннулировано. Чтобы не разделить судьбу Дешоффура (чей труп был публично сожжён на Гревской площади), Жан-Батист покончил с собой, перерезав себе горло ножом для устриц.

## Галерея

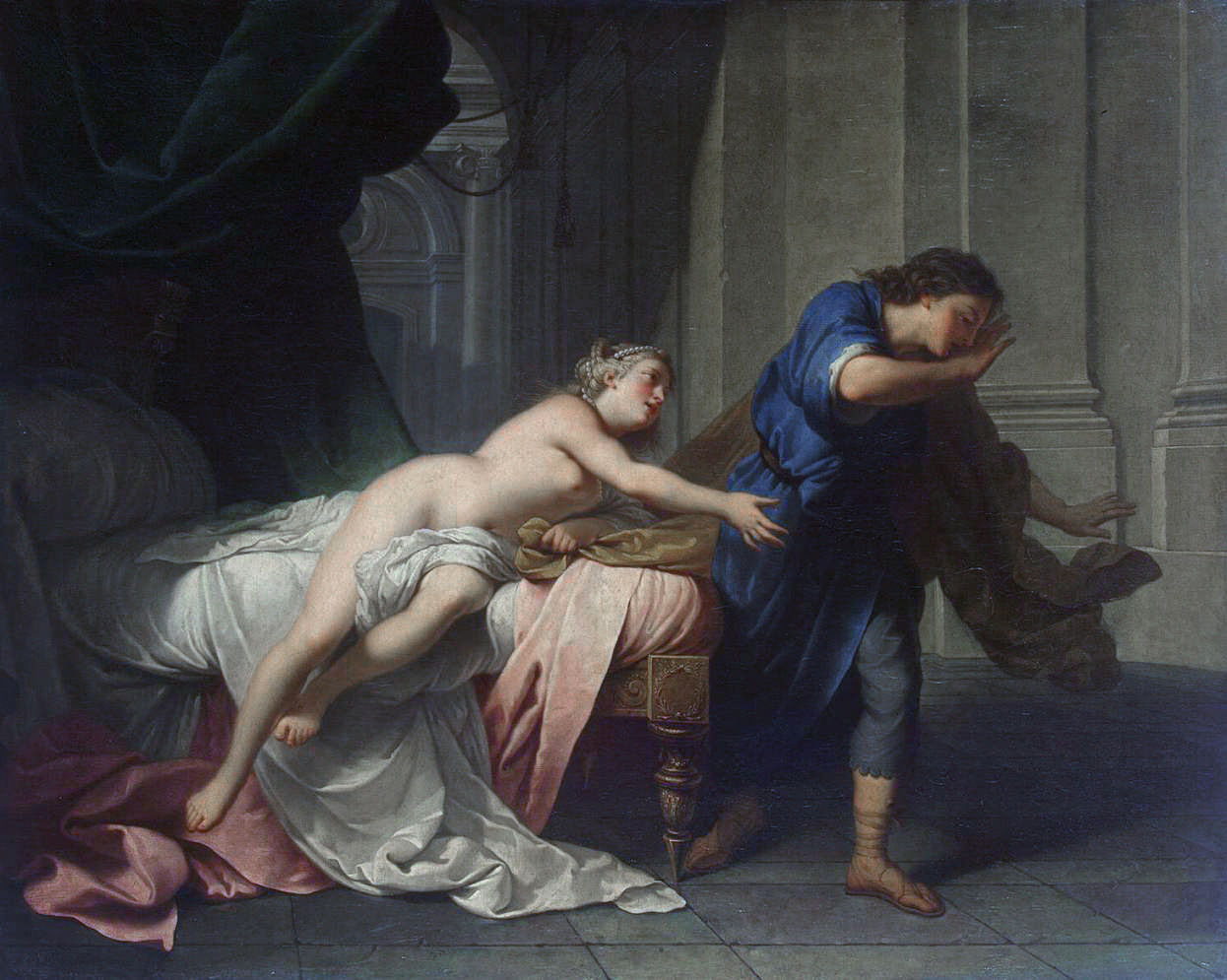
Иосиф и жена Потифара. 1711. Холст, масло. Государственный Эрмитаж, Санкт-Петербург
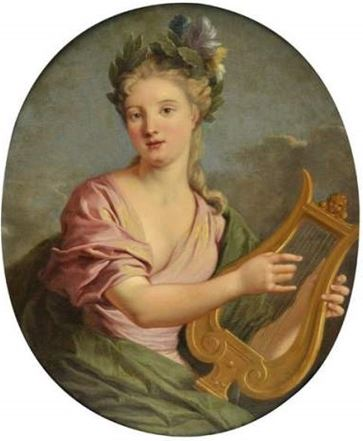
Молодая дева с лирой. До 1726
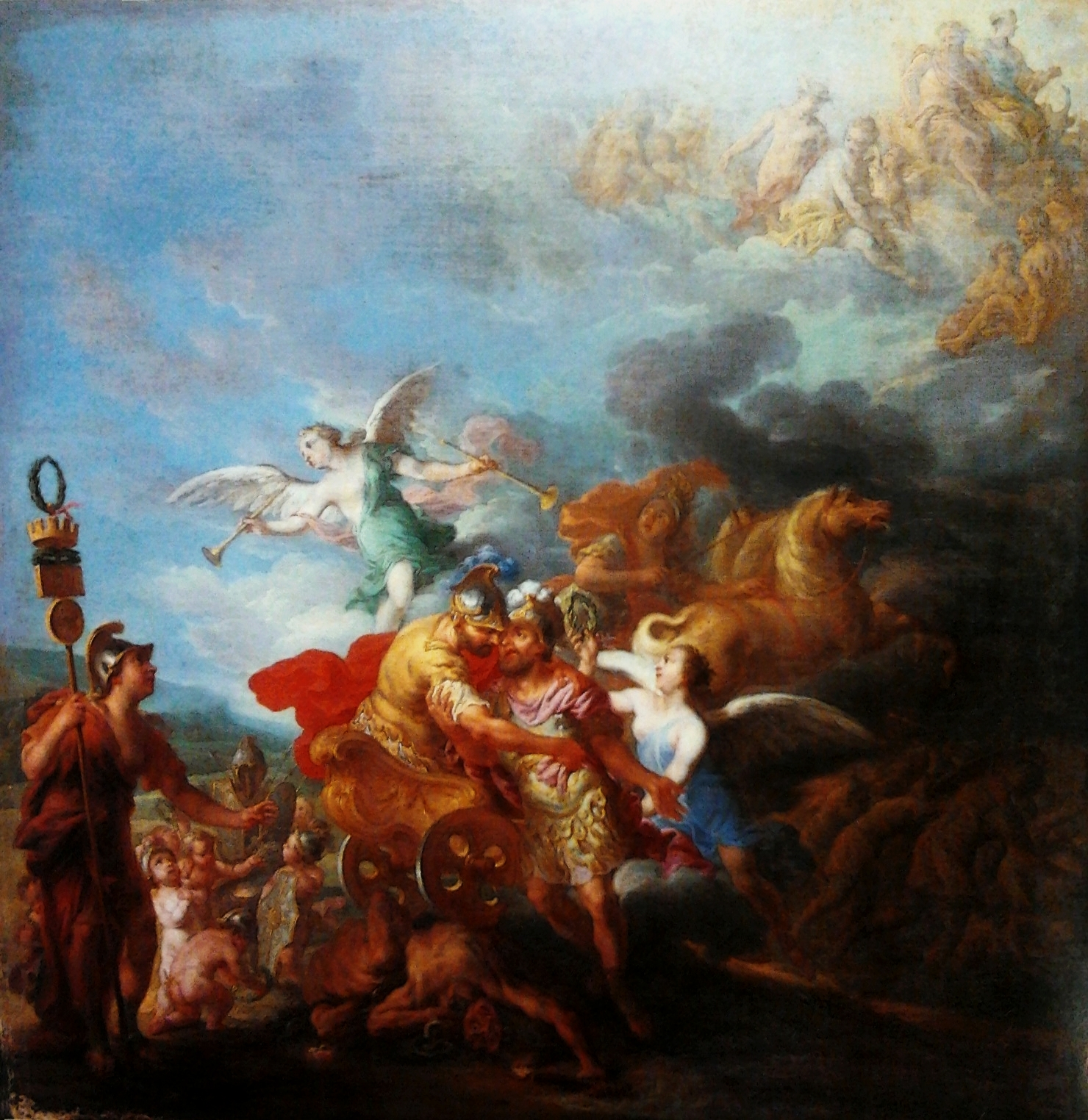
Вознесение Ромула на Олимп. Холст, масло. Коллекция Иоанна Павла II, Варшава
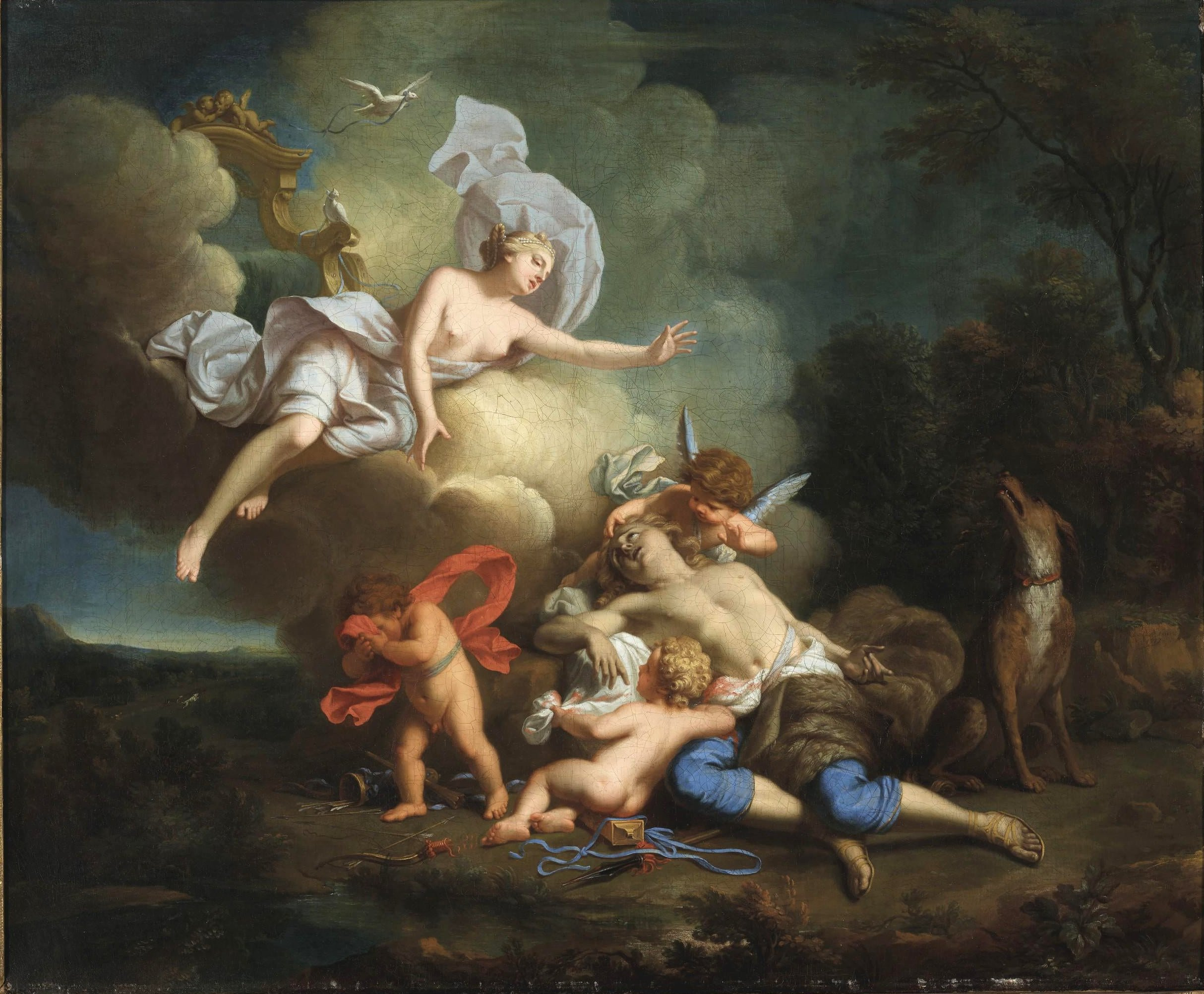
Смерть Адониса. Ок. 1718. Холст, масло. Частное собрание